# Skiftet
Skiftet (finsk: Kihti), (på ældre kort: Wattuskiftet) er en forkastning og et sund i Skærgårdshavet. Sundet strækker sig i nord-sydlig retning mellem Brändö, Kumlinge, Sottunga og Kökar kommuner i vest og Gustavs, Elmnäs, Iniö, Houtskär og Korpo i Åboland i øst. Skiftet udgør en naturlig grænse mellem Ålandsøerne mod vest og Egentliga Finland mod øst.